# 鹿児島親局テレビ・FM放送所
鹿児島親局テレビ・FM放送所（かごしまおやきょくテレビ・えふえむほうそうじょ）は、日本の鹿児島県鹿児島市内に2か所ある鹿児島県のテレビ・FM放送の親局の総称。放送局により呼称は様々で、単に「鹿児島」とされる場合や「城山」「紫原」（むらさきばる）とされることもある。
なお、本項では、「紫原」にある南日本放送（MBCラジオ）のFM補完中継局及び「城山」にかつて存在したジャパン・モバイルキャスティングの鹿児島中継局についても、あわせて記述する。

## 放送区域
地上デジタル放送におけるこの送信所の電波法に定める放送区域（1mV/m）は鹿児島県鹿児島市、鹿屋市、指宿市、垂水市、日置市、霧島市、南九州市、姶良市、錦江町及び南大隅町の各一部、約31万世帯である。
鹿児島湾（錦江湾）沿岸をエリアとし、デジタルは鹿児島県の約半分の世帯をカバーしている。山がちな地形であることから姶良地区向けにNHK-FMを除いて中継局が設置（蒲生中継局）されており、テレビ放送は鹿児島市内にも多数のミニサテライト局が設置されている。

## 歴史

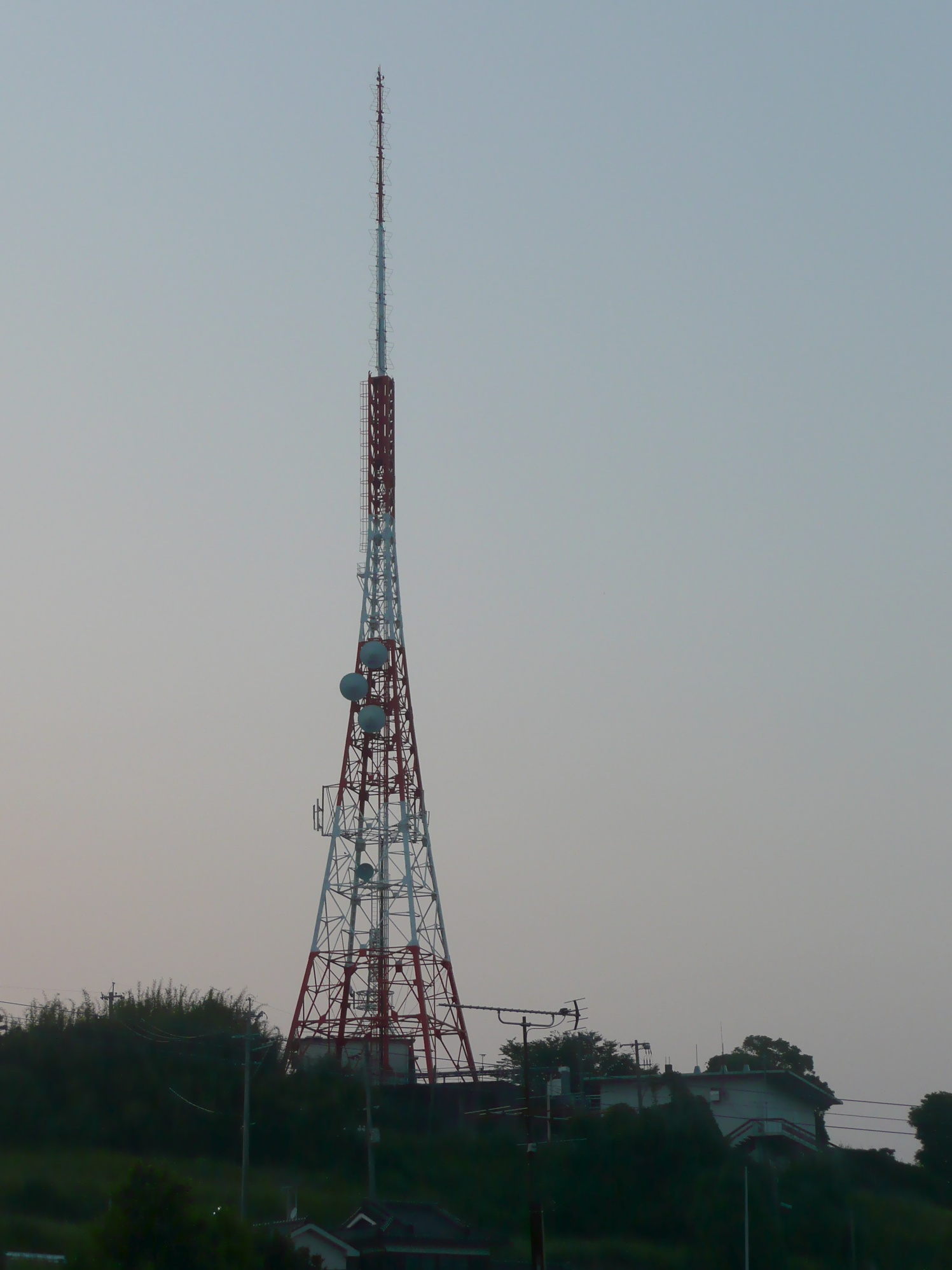
MBC城山送信所（2009年撮影、2011年解体）

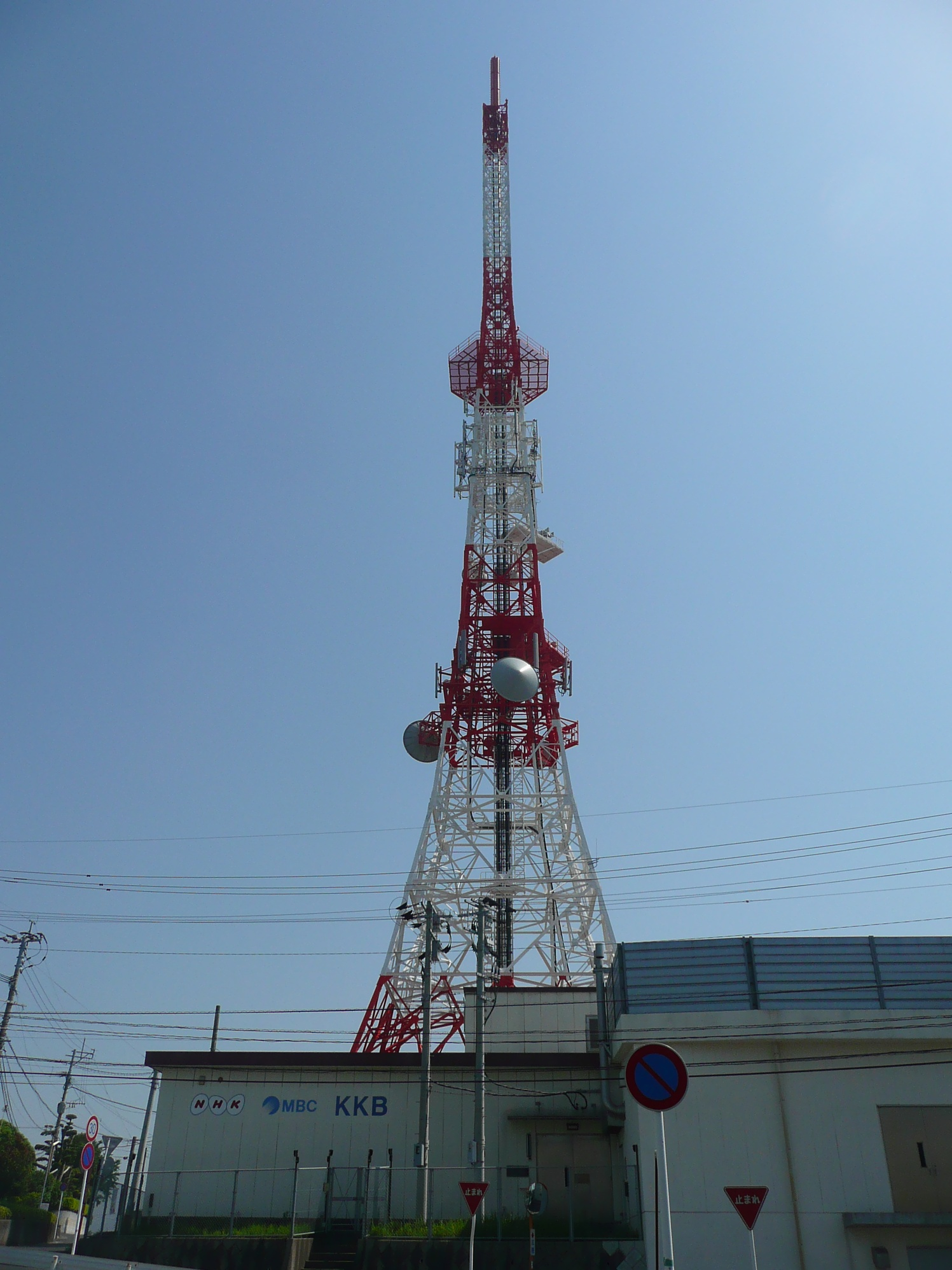
FMアンテナ設置前のKKB鹿児島送信所（2009年撮影）

- 1958年（昭和33年）2月22日 - NHK鹿児島放送局総合テレビジョン開局。
- 1959年（昭和34年）4月1日 - MBC南日本放送標準テレビジョン放送局開局。当時の社名はラジオ南日本。
- 1962年（昭和37年）4月8日 - NHK鹿児島放送局教育テレビジョン開局。
- 1964年（昭和39年）7月1日 - NHK鹿児島放送局FMラジオ放送開局。
- 1969年（昭和44年）4月1日 - KTS鹿児島テレビ放送開局。
- 1982年（昭和57年）10月1日 - KKB鹿児島放送開局。
- 1992年（平成4年）10月1日 - エフエム鹿児島開局。当時はMBC城山送信所からの送信。
- 1994年（平成6年）4月1日 - KYT鹿児島読売テレビ開局。
- 1997年（平成9年）10月1日 - 鹿児島シティエフエム開局。
- 2006年（平成18年）
  - 4月4日 - 民放4局が地上デジタルテレビ放送の試験電波を発射。
  - 10月2日 - 全局地上デジタルテレビ放送の試験放送開始。
  - 11月5日 - 全局地上デジタルテレビ放送のサイマル放送開始。
  - 12月1日 - 全局地上デジタルテレビ放送本放送開始。
- 2011年（平成23年）
  - 7月24日 - 全局アナログテレビ放送終了、23時59分までに停波。
  - 8月1日 - エフエム鹿児島、紫原のKKB送信所へ移転。
- 2013年（平成25年）
  - 1月25日 - ジャパン・モバイルキャスティングの中継局に予備免許交付。
  - 3月25日 - ジャパン・モバイルキャスティングの中継局が本放送開始。
- 2014年（平成26年）
  - 7月16日 - MBCラジオのFM補完中継局に予備免許交付。災害対策を目的としたFM補完中継局としては日本初。
  - 12月22日 - MBCラジオのFM補完中継局に本免許交付。同日5時からAM1107kHzとの同時試験放送を開始[3]。
- 2015年（平成27年）1月1日 - MBCラジオのFM補完中継局が本放送開始。災害対策を目的としたFM補完中継局としては北日本放送・南海放送（ともに2014年12月1日開始）に次いで3番目。
- 2016年（平成28年）6月30日 - ジャパン・モバイルキャスティングのサービス停止[1]に伴い、中継局の運用を停止。

### 地上デジタル放送への対応
地上デジタル放送を開始するにあたり1999年8月25日に「地上デジタル放送に関する共同検討委員会」が設立され、親局の設置場所について検討が行われた。候補地は城山、鹿児島本港区北埠頭、紫原（KTS・KKBの既存鉄塔）、紫原（鹿児島南港寄りの場所）、権現ケ丘（鹿児島市下福元町、錦江高原ホテル付近）、須々原（鹿児島市平川町、指宿スカイラインの展望台付近）、牟礼ケ岡（蒲生中継局）の7か所で、検討の結果、中継局数が最も少なく、設備投資が少額で済むことなどから「紫原の既存鉄塔を活用する」という結論となった。
鹿児島初のデジタル電波は、2006年4月4日の放送終了後に発射された。最初はMBCで2時5分に出力10Wで送信を開始し、2時15分には定格出力の1kWで送出した。続いてKTS、KKB、KYTの順で1局ずつ電波を送出し、その後、4波の同時送出実験も行われた。この時点では一般のテレビでは視聴できない方式で送出されていた。
10月2日の8時からはフィラー番組を放送する試験放送が開始され、この時点で一般のテレビで視聴できるようになった。試験放送は出力630Wで6局同時に開始し、11月5日からは本放送と同様のサイマル放送に移行された。本放送は12月1日に開始された。

## 施設
アナログテレビについてはVHFのNHK鹿児島放送局（総合3ch/教育5ch）と南日本放送（MBC、1ch）は城山に、UHFの鹿児島テレビ放送（KTS、38ch）と鹿児島放送（KKB、32ch）、鹿児島読売テレビ（KYT、30ch）は紫原に置いていたが、デジタルテレビは全局がUHFであるため紫原方面に1本化された。
UHFで初めての開局となったKTSも、当初は城山に送信所を設置する予定であったが、用地取得が不可能となったため、紫原の現在地に設置することとなった。
鹿児島市周辺において送信場所を他県の多くで採用されている「マウンテン・トップ方式」を採用するとしたときに該当する山は桜島御岳であるが、同山は活火山であるため南岳から半径2キロは立ち入り禁止である上に国立公園でもあるため送信所の設置は不可能であった。そのため他の標高の低い場所から送信せざるをえず、結果親局の電波が飛ぶ範囲が限られ、1放送局あたり100局を超える（特にNHKでは約140局近くもある。100局未満のKKBとKYTは一部世帯で難視聴・受信不可あり）ような多数の中継局が必要となった。また他の標高が高い場所は国立公園などのため設置困難であったり景観上の観点から設置できない。しかし、デジタル放送では電波の性質上、受信障害に強いことや有線によるケーブルでの共同受信の変更もあってか、多くても1局あたり100局程度に抑えられている（2012年3月までに設置されたデジタル中継局の数はNHKが101局、MBCとKTSが89局、KKBとKYTが79局となっている）。

### 城山

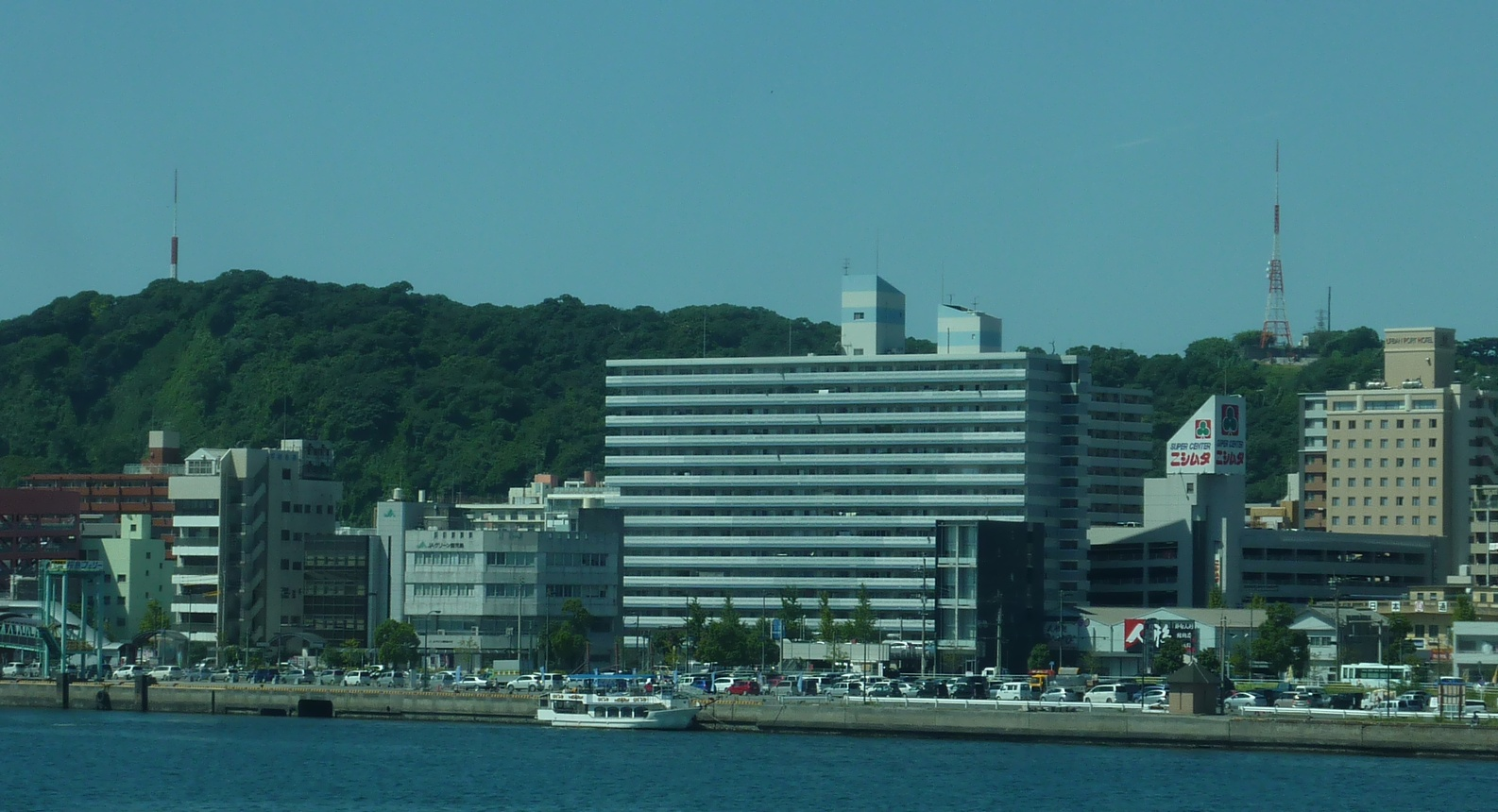
城山の送信所群。左がNHK、右がMBC（2011年9月撮影）

NHK-FMの送信所が置かれている。かつては、地上アナログ放送のVHF局と県域民放FMおよびマルチメディア放送のNOTTVの送信所が置かれていた。城山は鹿児島市中心部にある標高123.4メートルの小高い丘状の山で、南側にNHKの送信所がある。かつては、北側にMBCの送信所があった。

#### NHK-FM・NOTTV
- 所在地： 鹿児島県鹿児島市新照院町40番

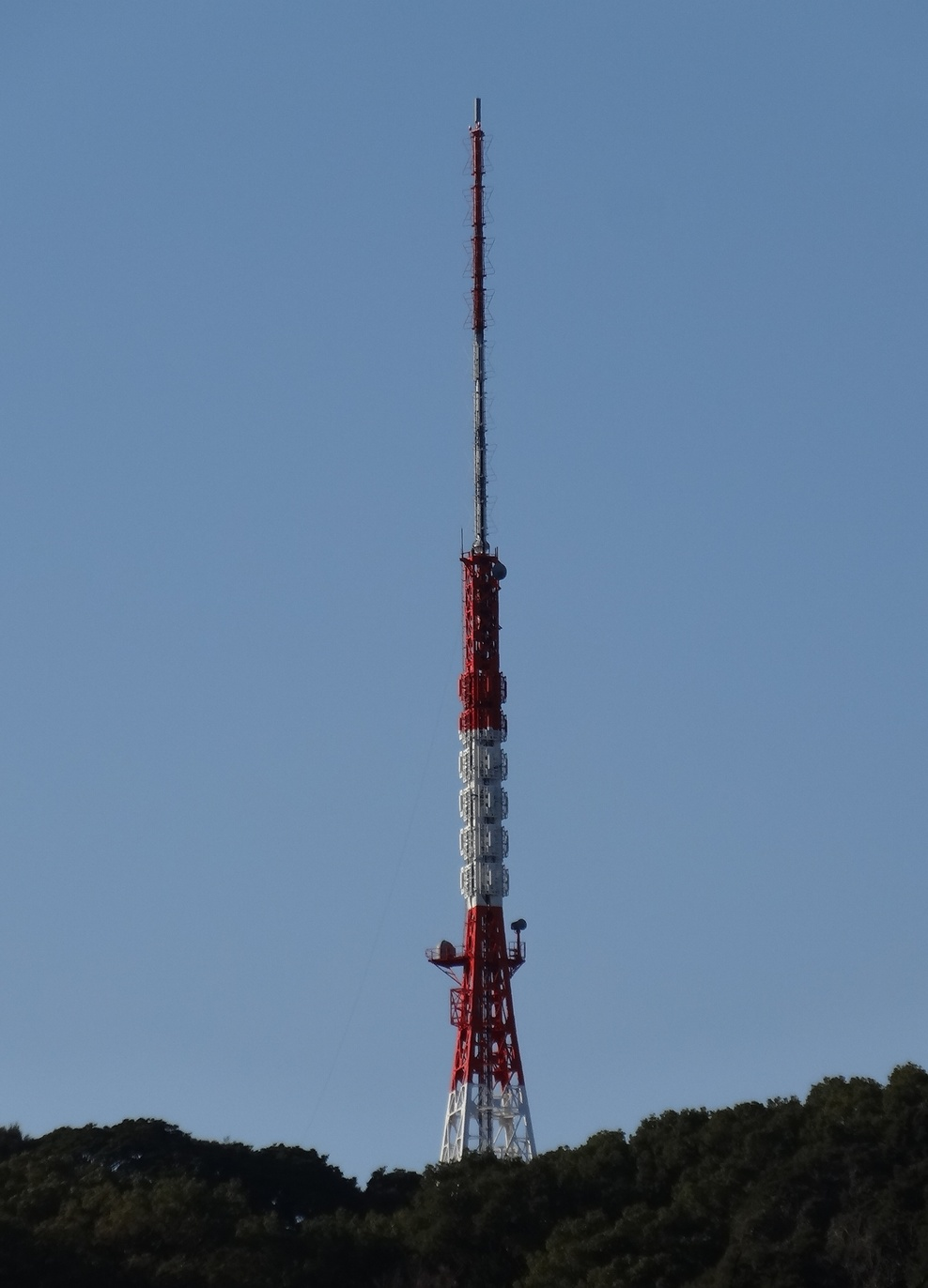
NHK-FM・鶴丸放送所（2015年）

NHK鹿児島放送局鶴丸テレビFM放送所が置かれ、かつてはアナログテレビ放送とFM放送の両方を送信していたが、2011年7月24日のアナログテレビ放送終了後はFM放送のみ送信している。また、2013年3月25日からはマルチメディア放送のNOTTVも送信していたが2016年6月30日にサービス終了している（後述）。
鉄塔・局舎は旧・アナログテレビ施設と共用で、アンテナはFMのみ共用である。アンテナ配置は上段がNHKアナログ総合・FM共用アンテナ（スーパーターンスタイルアンテナ8段）、下段がNHKアナログ教育（スーパーゲインアンテナ14段4面）である（NOTTVはどちらのアンテナを使用しているかは不明）。鉄塔はアナログ教育が開局した1962年に建替えられている。なお、正式な送信所名は、NHKかごしま鶴丸テレビ・FM放送所。

#### MBCアナログ・FM鹿児島（旧送信所）
- 所在地：鹿児島県鹿児島市長田町32番23号

かつてMBC南日本放送の城山テレビ送信所が置かれ、同局のアナログテレビ放送が送信され、県域FMのエフエム鹿児島もそこに間借りする形で送信を行っていた。この他、1995年以降はデジタルツーカー九州（現在のソフトバンクモバイル）の基地局も設置されていた。
送信アンテナはテレビ・FM共用のスーパーターンスタイルアンテナ8段で、局舎・鉄塔もすべて2社共用であった。MBCアナログテレビは2011年7月24日のアナログ放送終了に伴って送信が終了し、エフエム鹿児島も先にアナログテレビで開局したKKB鹿児島放送の送信局舎に2011年8月1日に移転したため、当地での送信設備の運用が完全に終了した。城山送信所の解体は2011年9月より行われ、同年10月19日までに完了した。

### 紫原

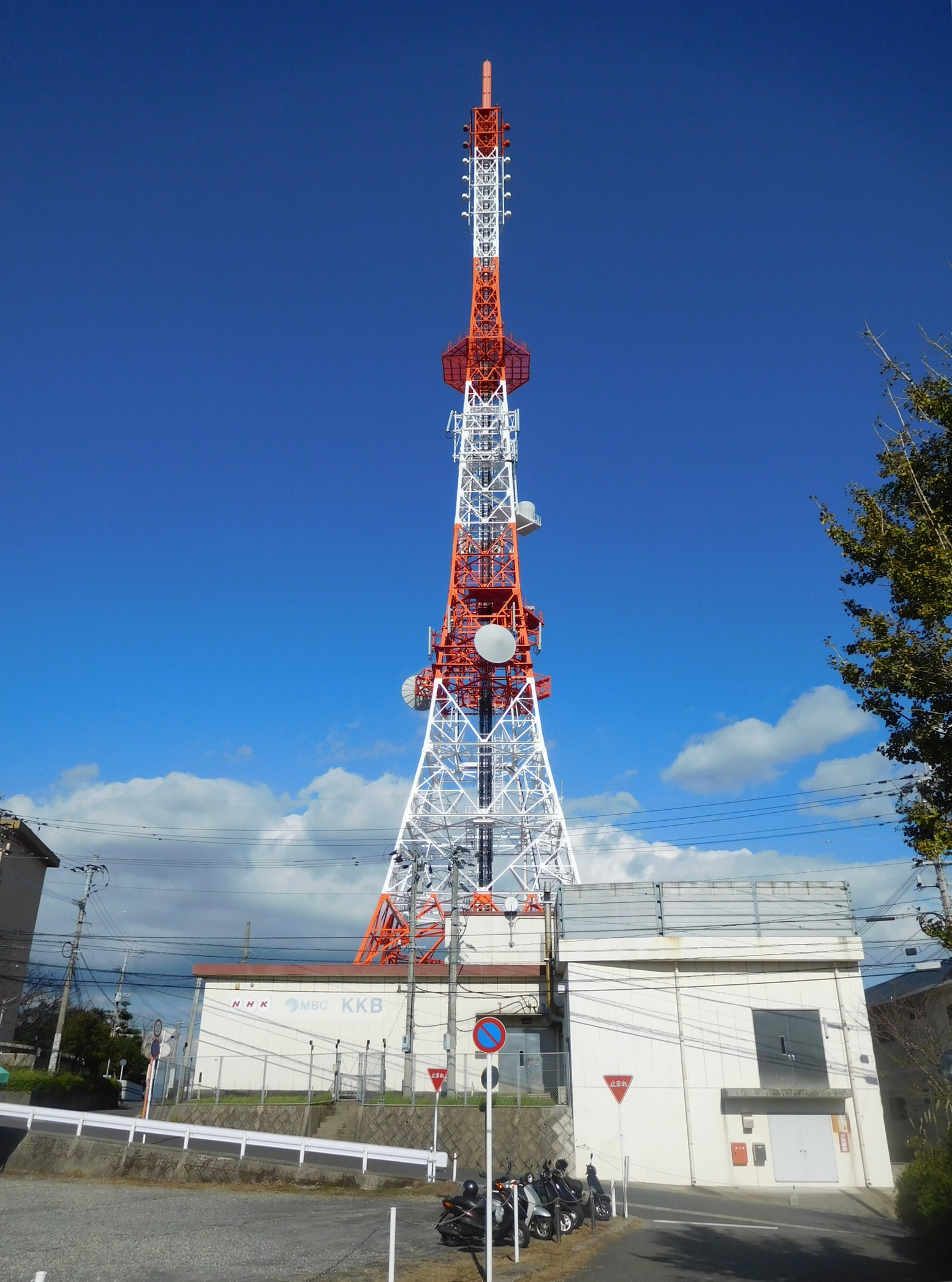
KKB鹿児島放送・鹿児島送信所（2015年）
2011年から2014年にかけてFMラジオ用の送信アンテナが増設されている

地上アナログ放送のUHF局とデジタル放送全局及びコミュニティFMの送信所が置かれている。紫原は城山から鹿児島市中心部を挟んで南側にある一帯で、山ではなく住宅が密集する丘陵地である。

#### KTSデジタル・KYTデジタル・鹿児島シティFM
- 所在地： 鹿児島県鹿児島市紫原6丁目15番8号

KTSは社屋内にある鉄塔から自局のデジタル波を送信している。KYTデジタルやコミュニティ放送局の鹿児島シティエフエムの電波も同様に送信されている。かつてはKTS・KYTのアナログ波も送信していた。

#### KKBデジタル・NHKデジタル・MBCデジタル・MBCラジオ・FM鹿児島
- 所在地： 鹿児島県鹿児島市紫原1丁目58番

KKBは紫原団地内に鉄塔・送信局舎を構えている。自局のデジタル波に加え、NHK・MBCのTVデジタル波、2011年8月1日に城山から移転したエフエム鹿児島およびMBCラジオのFM補完放送波も送信されている。かつては自局のアナログ波のみを送信していた。

## 地上デジタルテレビジョン放送送信設備
| ID | 放送局名              | コール サイン | 物理 チャンネル | 空中線 電力 | ERP   | 放送 対象地域 | 放送区域 内世帯数 | Gガイド 局名表記 （×はマルチ 放送の番号） | ワンセグ 局名表記       |
| --- | --------------------- | ------------- | --------------- | ----------- | ----- | ------------- | ----------------- | ----------------------------------------- | ----------------------- |
| 1 | MBC 南日本放送        | JOCF-DTV      | 40              | 1kW         | 8.9kW | 鹿児島県      | 308,025世帯       | MBC 南日本 放送×                          | MBC 南日本 放送 携帯    |
| 2 | NHK 鹿児島教育        | JOHC-DTV      | 18              | 1kW         | 8.4kW | 全国放送      | 308,025世帯       | NHK Eテレ× 鹿児島                         | NHK 携帯2               |
| 3 | NHK 鹿児島総合        | JOHG-DTV      | 34              | 1kW         | 8.1kW | 鹿児島県      | 308,025世帯       | NHK 総合×・ 鹿児島                        | NHK 携帯G・ 鹿児島      |
| 4 | KYT 鹿児島 読売テレビ | JOUI-DTV      | 29              | 1kW         | 9.1kW | 鹿児島県      | 308,025世帯       | 鹿児島 讀賣 テレビ×                       | 鹿児島 讀賣 テレビ 携帯 |
| 5 | KKB 鹿児島放送        | JOTI-DTV      | 36              | 1kW         | 8.6kW | 鹿児島県      | 308,025世帯       | KKB 鹿児島 放送×                          | KKB 鹿児島 放送         |
| 8 | KTS 鹿児島 テレビ放送 | JOKH-DTV      | 42              | 1kW         | 9.1kW | 鹿児島県      | 308,025世帯       | 鹿児島 テレビ 放送×                       | 鹿児島 テレビ 放送 携帯 |
| ※全局局名は鹿児島本局 ※全局設置場所は紫原 ※29ch、42chは無指向性、その他は全局に指向性あり ※この他にMBCは放送波（40ch）を使用し、鹿児島地区のGガイドホスト局として電子番組ガイド（218ch）を放送している ※「NHK携帯2」については2009年9月28日に全国で統一される前は「NHK携帯E・鹿児島」であった |                       |               |                 |             |       |               |                   |                                           |                         |

## 地上アナログテレビジョン放送送信設備
| チャンネル | 放送局名             | コールサイン | 空中線 電力         | ERP                  | 放送対象地域 | 放送区域 内世帯数 | 設置場所 |
| --- | -------------------- | ------------ | ------------------- | -------------------- | ------------ | ----------------- | -------- |
| 1 | MBC 南日本放送       | JOCF-TV      | 映像5kW /音声1.25kW | 映像31kW /音声7.7kW  | 鹿児島県     | 約300,000世帯     | 城山     |
| 3 | NHK 鹿児島総合       | JOHG-TV      | 映像5kW /音声1.25kW | 映像39kW /音声9.7kW  | 鹿児島県     | 約300,000世帯     | 城山     |
| 5- | NHK 鹿児島Eテレ      | JOHC-TV      | 映像5kW /音声1.25kW | 映像50kW /音声12.5kW | 全国放送     | 約300,000世帯     | 城山     |
| 30 | KYT 鹿児島読売テレビ | JOUI-TV      | 映像10kW /音声2.5kW | 映像91kW /音声23kW   | 鹿児島県     | 不明              | 紫原     |
| 32 | KKB 鹿児島放送       | JOTI-TV      | 映像10kW /音声2.5kW | 映像96kW /音声24kW   | 鹿児島県     | 不明              | 紫原     |
| 38 | KTS 鹿児島テレビ放送 | JOKH-TV      | 映像10kW /音声2.5kW | 映像91kW /音声23kW   | 鹿児島県     | 不明              | 紫原     |
| ※全局局名は鹿児島本局 ※32chは指向性あり、その他は全局無指向性 ※5chはオフセット-10kHz局 ※2011年7月24日の地上アナログ放送終了に伴い、地上アナログ放送の送信所は全て廃局（廃止）になった |                      |              |                     |                      |              |                   |          |

## FMラジオ放送送信設備
| 周波数 （MHz） | 放送局名                 | コールサイン | 空中線 電力 | ERP    | 放送対象地域 | 放送区域 内世帯数 | 設置場所 |
| --- | ------------------------ | ------------ | ----------- | ------ | ------------ | ----------------- | -------- |
| 76.2 | 鹿児島シティエフエム     | JOZZ0AF-FM   | 20W         | 68W    | 鹿児島市     | 不明              | 紫原     |
| 79.8 | エフエム鹿児島 （μFM）   | JOOV-FM      | 1kW         | 3.8kW  | 鹿児島県     | 不明              | 紫原     |
| 85.6 | NHK 鹿児島FM             | JOHG-FM      | 1kW         | 5.9kW  | 鹿児島県     | 約300,000世帯     | 城山     |
| 92.8 | 南日本放送 （MBCラジオ） | -            | 1kW         | 3.45kW | 鹿児島県     | 328,135世帯       | 紫原     |
| ※全局局名は鹿児島本局 ※76.2MHzは指向性あり、その他は全局無指向性 ※μFMのERPは、城山に送信所が設置されていた時代は6kWだったが、送信所が紫原へ移転した後は3.8kWとなり、実質的な減力となった ※MBCラジオはFM補完中継局として設置。2014年7月16日予備免許取得、2014年12月22日本免許取得、2015年1月1日本放送開始。 |                          |              |             |        |              |                   |          |

## マルチメディア放送送信設備
| 周波数 （MHz） | 放送局名    | 空中線電力 | ERP  | 放送区域           | 放送区域内世帯数 |
| -------------- | ----------- | ---------- | ---- | ------------------ | ---------------- |
| 214.714286     | NOTTV Jモバ | 7.5kW      | 59kW | 大方錦江湾沿岸地域 | 341,851世帯      |

- 2013年1月25日に予備免許[17][18]交付、3月25日から本放送開始[19]。

- NOTTVは2016年6月30日にサービス終了した（それ以前に2015年11月にサービス終了と発表）[20][21]。